# آبجوسازی

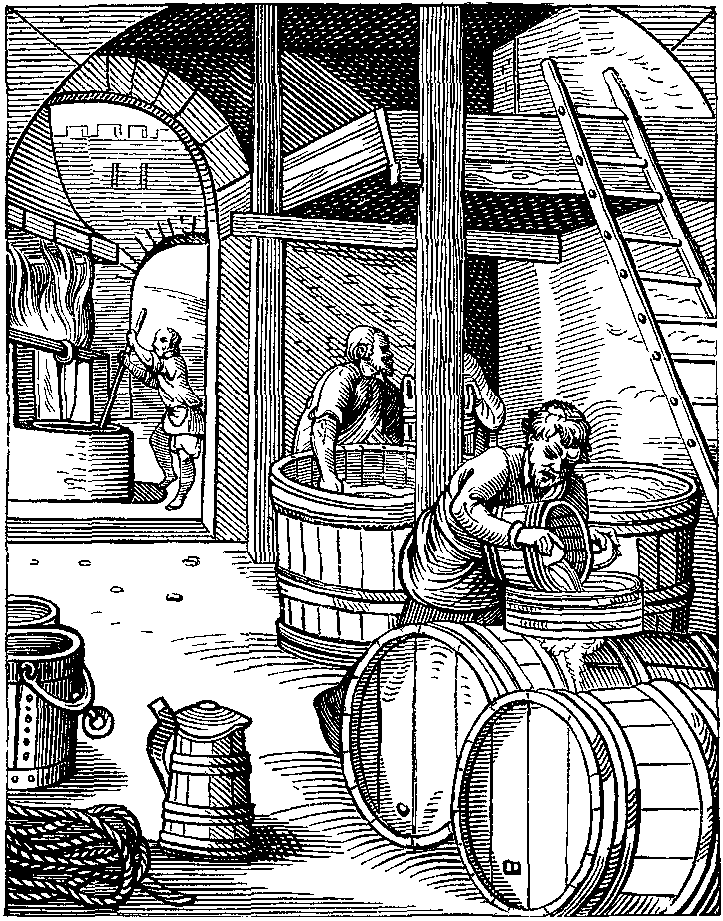
کارخانهٔ آبجوسازی در سدهٔ شانزدهم میلادی

آبجوسازی فرایند تولید آبجو از طریق دم کردن یک منبع نشاسته (که معمولاً غلات هستند و رایج‌ترین آن‌ها جو) است در آب و سپس تخمیر مایع شیرین به‌دست‌آمده با مخمر است. این فرایند ممکن است در یک کارخانهٔ آبجوسازی توسط یک آبجوساز تجاری، در خانه توسط یک آبجوساز خانگی، یا به‌صورت جمعی انجام شود. آبجوسازی دست‌کم از هزارهٔ ششم پیش از میلاد انجام می‌شده و شواهد باستان‌شناسی نشان می‌دهد که تمدن‌های نوظهوری چون مصر باستان، چین، و بین‌النهرین آبجو تولید می‌کرده‌اند. از سدهٔ نوزدهم میلادی، صنعت آبجوسازی بخشی از بیشتر اقتصادهای غربی شده است.
مواد پایهٔ تشکیل‌دهندهٔ آبجو، آب و یک منبع نشاستهٔ قابل تخمیر مانند مالت هستند. بیشتر آبجوها با ساکارومایسس سرویزیه تخمیر می‌شوند و با رازک طعم‌دهی می‌شوند. منابع نشاسته‌ای که کمتر رایج‌اند شامل ارزن، سورگوم دورنگ و مانیوک می‌شوند. منابع ثانویه، مانند ذرت، برنج یا شکر نیز ممکن است استفاده شوند؛ گاهی برای کاهش هزینه یا افزودن ویژگی خاصی، مانند افزودن گندم برای کمک به حفظ کف روی آبجو. رایج‌ترین منبع نشاسته، غلهٔ آسیاب‌شده یا «گریست» است — نسبت مواد نشاسته‌ای یا غله‌ای در دستور تهیهٔ آبجو ممکن است با اصطلاحاتی چون گریست، «صورتحساب غله» یا به‌سادگی مواد دیگ جوشان نامیده شود.
مراحل فرایند آبجوسازی شامل مالت‌سازی، آسیاب، مالت‌کوبی، صاف‌سازی، جوشاندن، تخمیر، پالایش، صاف‌کردن و بسته‌بندی است. سه روش اصلی تخمیر عبارت‌اند از: گرم، سرد و خودبه‌خودی. تخمیر ممکن است در یک ظرف باز یا بسته انجام شود؛ تخمیر ثانویه نیز ممکن است در بشکه یا بطری رخ دهد. روش‌های آبجوسازی متعددی نیز وجود دارند، مانند برتون‌سازی، ریزش دوبل و مربع یورکشایری، همچنین فرایندهایی پس از تخمیر مانند صاف‌کردن و کهنه‌کردن در بشکه.